# رژه احمقان
رژه احمقان یا دلار یا دینامیت (به انگلیسی: Fools' Parade) فیلمی محصول سال ۱۹۷۱ و به کارگردانی اندرو وی. مک‌لاگلن است. در این فیلم بازیگرانی همچون جیمز استوارت، جرج کندی، آن بکستر، استروتر مارتین، کرت راسل، رابرت دانر و دیوید هادلستون ایفای نقش کرده‌اند.